# Bahnstrecke Ettelbrück–Grevenmacher
| Empfangsgebäude Diekirch (Straßenseite) |                      |                                 |                                 |
| Streckennummer: | Ligne 1a (CFL)       |                                 |                                 |
| Streckenlänge: | 59 km                |                                 |                                 |
| Spurweite: | 1435 mm (Normalspur) |                                 |                                 |
| Stromsystem: | 25 kV, 50 Hz ~       |                                 |                                 |
| Maximale Neigung: | 16 ‰                 |                                 |                                 |
| Minimaler Radius: | 200 m                |                                 |                                 |
| Zweigleisigkeit: | –                    |                                 |                                 |
| |                      |                                 |                                 |
| \| \| \| von Luxemburg Ligne 1 (CFL) \| \| \| \| 0,0 \| Ettelbrück \| Ettelbrück \| \| \| \| nach Troisvierges Ligne 1 (CFL) \| \| \| \| \| Sauer \| \| \| \| 4,1 0 \| Diekirch \| Diekirch \| \| \| \| Schmalspurbahn nach Vianden \| \| \| \| \| Sauer \| \| \| \| 20 \| Gilsdorf \| Gilsdorf \| \| \| 50 \| Bettendorf \| Bettendorf \| \| \| 70 \| Moestroff \| Moestroff \| \| \| 90 \| Reisdorf \| Reisdorf \| \| \| 120 \| Wallendorf \| Wallendorf \| \| \| 160 \| Dillingen \| Dillingen \| \| \| \| Schmalspurbahn nach Befort \| \| \| \| 180 \| Grundhof \| Grundhof \| \| \| 210 \| Bollendorf \| Bollendorf \| \| \| 250 \| Weilerbach \| Weilerbach \| \| \| \| Schmalspurbahn nach Luxemburg \| \| \| \| 270 \| Echternach \| Echternach \| \| \| 320 \| Steinheim \| Steinheim \| \| \| 360 \| Rosport \| Rosport \| \| \| 380 \| Hinkel \| Hinkel \| \| \| 420 \| Born \| Born \| \| \| 430 \| Moersdorf \| Moersdorf \| \| \| \| nach Ehrang \| \| \| \| 490 \| Wasserbillig (Keilbahnhof) \| Wasserbillig (Keilbahnhof) \| \| \| \| nach Luxemburg \| \| \| \| 510 \| Mertert Süd \| Mertert Süd \| \| \| \| Syr \| \| \| \| \| Hafen Mertert \| \| \| \| 550 \| Grevenmacher \| Grevenmacher \| |                      |                                 |                                 |
| Strecke |                      | von Luxemburg Ligne 1 (CFL)     | von Luxemburg Ligne 1 (CFL)     |
| Bahnhof | 0,0                  | Ettelbrück                      | Ettelbrück                      |
| Abzweig geradeaus und nach links |                      | nach Troisvierges Ligne 1 (CFL) | nach Troisvierges Ligne 1 (CFL) |
| Brücke über Wasserlauf |                      | Sauer                           | Sauer                           |
| Kopfbahnhof Strecke ab hier außer Betrieb | 4,1 0                | Diekirch                        | Diekirch                        |
| Abzweig geradeaus und nach links (Strecke außer Betrieb) |                      | Schmalspurbahn nach Vianden     | Schmalspurbahn nach Vianden     |
| Brücke über Wasserlauf (Strecke außer Betrieb) |                      | Sauer                           | Sauer                           |
| Haltepunkt / Haltestelle (Strecke außer Betrieb) | 20                   | Gilsdorf                        | Gilsdorf                        |
| Bahnhof (Strecke außer Betrieb) | 50                   | Bettendorf                      | Bettendorf                      |
| Haltepunkt / Haltestelle (Strecke außer Betrieb) | 70                   | Moestroff                       | Moestroff                       |
| Bahnhof (Strecke außer Betrieb) | 90                   | Reisdorf                        | Reisdorf                        |
| Haltepunkt / Haltestelle (Strecke außer Betrieb) | 120                  | Wallendorf                      | Wallendorf                      |
| Haltepunkt / Haltestelle (Strecke außer Betrieb) | 160                  | Dillingen                       | Dillingen                       |
| Abzweig geradeaus und von rechts (Strecke außer Betrieb) |                      | Schmalspurbahn nach Befort      | Schmalspurbahn nach Befort      |
| Bahnhof (Strecke außer Betrieb) | 180                  | Grundhof                        | Grundhof                        |
| Bahnhof (Strecke außer Betrieb) | 210                  | Bollendorf                      | Bollendorf                      |
| Bahnhof (Strecke außer Betrieb) | 250                  | Weilerbach                      | Weilerbach                      |
| Abzweig geradeaus und von rechts (Strecke außer Betrieb) |                      | Schmalspurbahn nach Luxemburg   | Schmalspurbahn nach Luxemburg   |
| Bahnhof (Strecke außer Betrieb) | 270                  | Echternach                      | Echternach                      |
| Haltepunkt / Haltestelle (Strecke außer Betrieb) | 320                  | Steinheim                       | Steinheim                       |
| Bahnhof (Strecke außer Betrieb) | 360                  | Rosport                         | Rosport                         |
| Haltepunkt / Haltestelle (Strecke außer Betrieb) | 380                  | Hinkel                          | Hinkel                          |
| Bahnhof (Strecke außer Betrieb) | 420                  | Born                            | Born                            |
| Haltepunkt / Haltestelle (Strecke außer Betrieb) | 430                  | Moersdorf                       | Moersdorf                       |
| Abzweig ehemals geradeaus und von links |                      | nach Ehrang                     | nach Ehrang                     |
| Bahnhof | 490                  | Wasserbillig (Keilbahnhof)      | Wasserbillig (Keilbahnhof)      |
| Abzweig geradeaus und nach rechts |                      | nach Luxemburg                  | nach Luxemburg                  |
| ehemaliger Haltepunkt / Haltestelle | 510                  | Mertert Süd                     | Mertert Süd                     |
| Brücke über Wasserlauf |                      | Syr                             | Syr                             |
| Betriebs-/Güterbahnhof Strecke ab hier außer Betrieb |                      | Hafen Mertert                   | Hafen Mertert                   |
| Kopfbahnhof Streckenende (Strecke außer Betrieb) | 550                  | Grevenmacher                    | Grevenmacher                    |

Die Bahnstrecke Ettelbrück–Grevenmacher (auch bekannt als Sauertalbahn, Sauerstrecke, Sauerlinie, luxemburgisch Sauer Linn) ist eine heute größtenteils stillgelegte Bahnstrecke in Luxemburg. Lediglich der Abschnitt Ettelbrück–Diekirch und der Anschluss zum Moselhafen Mertert der ehemals 59 km langen Strecke sind noch in Betrieb.

## Geschichte

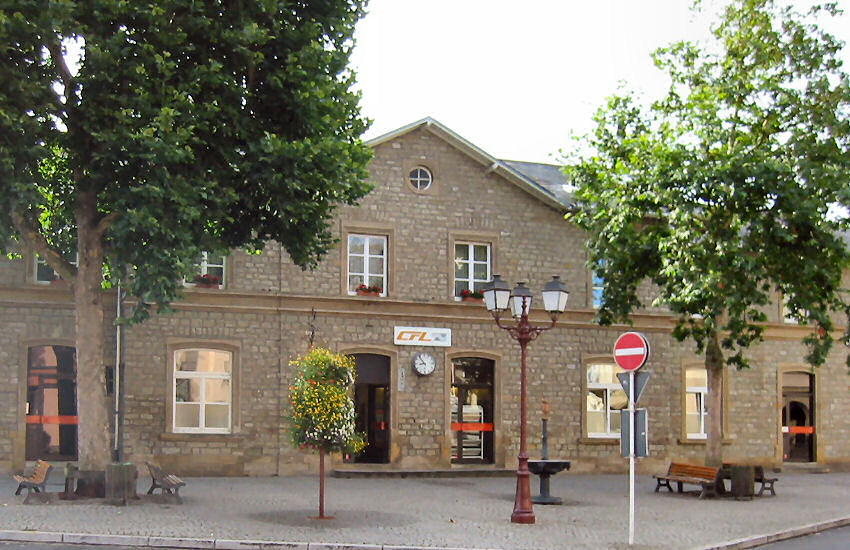
Empfangsgebäude Ettelbrück

Die Bahnstrecke wurde in vier Abschnitten eröffnet. Der erste Abschnitt Ettelbrück–Diekirch wurde am 16. November 1862 zusammen mit der Bahnstrecke Luxemburg–Ettelbrück durch die Wilhelm-Luxemburg-Eisenbahngesellschaft eröffnet.
Die Prinz-Heinrich-Eisenbahngesellschaft erhielt 1868/69 die Konzession für eine Bahnstrecke durch das Sauertal. Dabei sollte die schon bestehende Strecke Ettelbrück–Diekirch ein zweites Gleis erhalten, um allerdings die Ausgaben zu senken schloss man die Strecke in Diekirch an den bestehenden Abschnitt an. Die Eröffnung der Verlängerung erfolgte in zwei Abschnitten, von Diekirch bis Echternach am 20. Oktober 1872 und von Echternach bis Wasserbillig am 20. Mai 1874.
Der letzte 6 km lange Abschnitt Wasserbillig–Grevenmacher wurde am 9. Juli 1891 durch die Anonyme Luxemburgische Prinz-Heinrich-Eisenbahn- und Erzgrubengesellschaft eröffnet, die 1877 die Konzession der ersten Prinz-Heinrich-Eisenbahngesellschaft erhielt und seit 1878 auch den Abschnitt Ettelbrück–Diekirch betrieb.
Nach dem Einmarsch der Wehrmacht in Luxemburg wurde 1940 bei Steinheim eine provisorische Brücke zur Nims-Sauertalbahn auf der anderen Flussseite gebaut. Am Ende des Zweiten Weltkriegs gab es durch die Ardennenoffensive starke Beschädigungen an Hochbauten, Gleisen, Brücken und Kommunikationsverbindungen, mehr als zehn Empfangsgebäude wurden schwer beschädigt und zahlreiche Brücken zerstört.
Im Mai 1948 wurde der vereinfachte Nebenbahndienst eingeführt und die bisherige Hauptbahn zur Nebenbahn heruntergestuft.
Ab dem 23. Mai 1954 wurde der Personenverkehr auf dem Abschnitt Echternach–Grevenmacher im Schienenersatzverkehr durchgeführt. Der verbliebene Güterverkehr in diesem Abschnitt wurde Anfang der 1960er Jahre ebenfalls auf die Straße verlagert. Obwohl beide Maßnahmen vorerst nur als Zwischenlösung präsentiert wurden – der Schienenverkehr sollte nach offiziellen Angaben später wieder aufgenommen werden – wurde dies nie umgesetzt. Wegen des schlechten Streckenzustands (die CFL hatte jahrelang nur die allernotwendigsten Unterhaltungsmaßnahmen durchgeführt) wurde der Personen- und Güterverkehr auf dem Abschnitt Diekirch–Echternach 1964 kurzfristig eingestellt und die Strecke stillgelegt.
Die Elektrifizierung des Abschnitts Wasserbillig–Hafen Mertert wurde 1978 genehmigt, am 3. Februar 1980 wurde der elektrische Zugbetrieb aufgenommen. Durchgeführt wurden die Bauarbeiten von CGE Alsthom. 1988/89 wurde das verbliebene Streckenstück Ettelbrück–Diekirch zusammen mit dem Abschnitt Luxemburg–Ettelbrück elektrifiziert.

## Betrieb

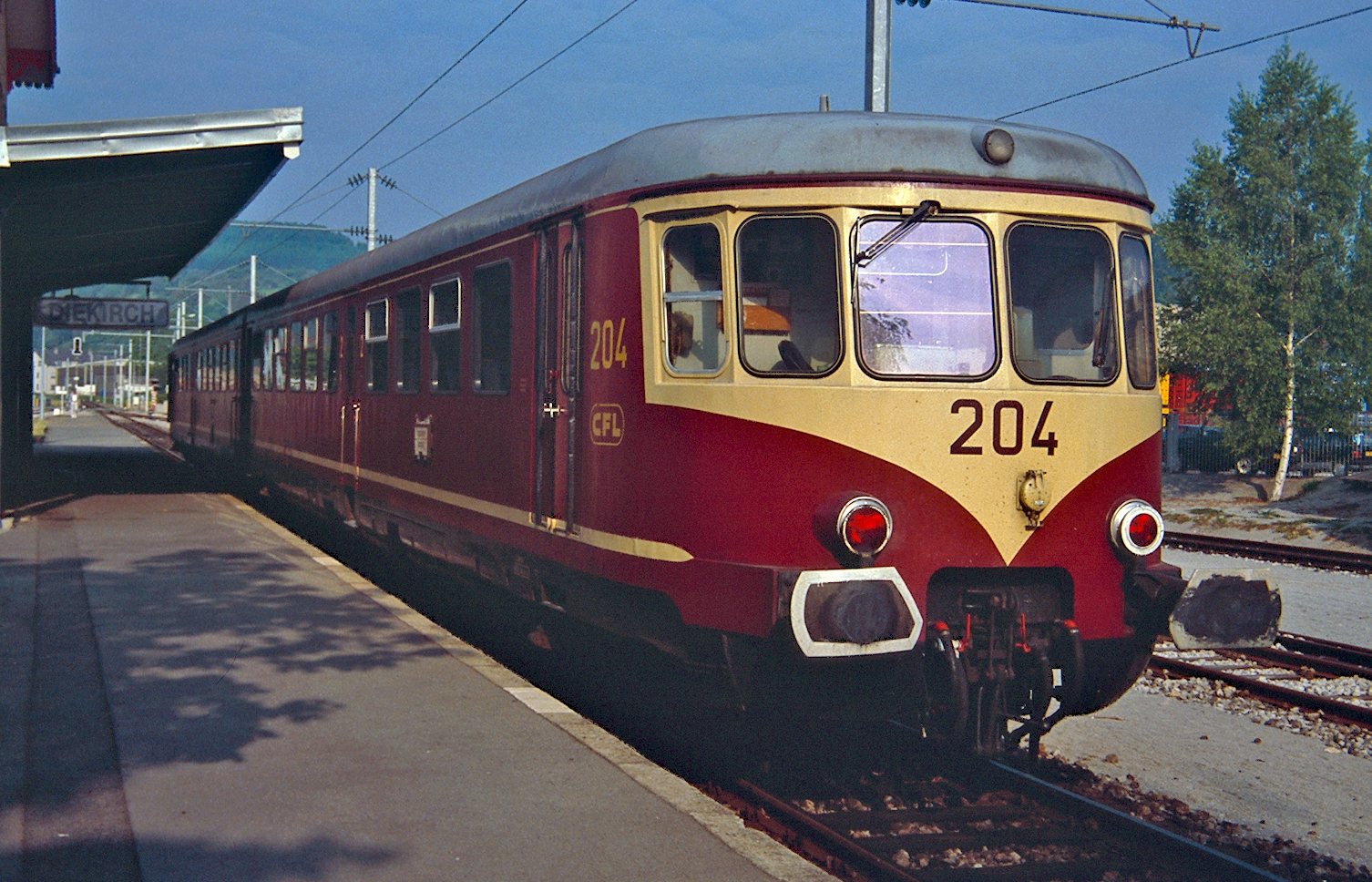
Z 204 in Diekirch (1991)

Nahverkehr findet auf der Strecke in Form von Regionalexpress-Zügen und Regionalbahnen im Halbstundentakt statt. Sie sind über die Nordstrecke nach Luxemburg-Stadt durchgebunden und haben den Laufweg Luxemburg–Mersch–Ettelbruck–Diekirch und umgekehrt.